# Щебуняевский
Щебуня́евский — хутор в Шолоховском районе Ростовской области России.
Входит в состав Дубровского сельского поселения.

## География
Расстояние до районного центра с учётом доступа транспортом — 27 км.

## Население
| 2010 |
| ---- |
| 20   |

## Улицы
На хуторе имеется одна улица — Песчаная.